# Schizopera variseta
Schizopera variseta är en kräftdjursart som beskrevs av Bozic 1964. Schizopera variseta ingår i släktet Schizopera och familjen Diosaccidae. Inga underarter finns listade i Catalogue of Life.